# Eduard Blondeel Van Cuelebroeck
Pour les articles homonymes, voir Blondeel.
Eduard Blondeel Van Cuelebroeck (Gand, 14 décembre 1809 - Madrid, 13 septembre 1872) est un diplomate belge impliqué dans plusieurs tentatives de colonisation. Homme énergique et intelligent, il est souvent passé pour un ultramontain, mais il était en réalité davantage de la lignée catholique libérale de Montalembert. 

## Biographie
Blondeel est le fils illégitime de Marie Blondeel, une tailleuse de Torhout et a été adopté par le marchand gantois Van Cuelebroeck. Il devient greffier d'un huissier de justice et commence à écrire pour le magazine Méphistophélès. Avec le soutien du ministre Albert Goblet d'Alviella, il rejoint l'administration centrale en 1832. Il épouse la fille de son propriétaire, la veuve du juge Ignace Lefebvre, en 1834. Grâce à ses contacts avec le ministre Félix de Mûelenaere et l'ancien nonce apostolique Francesco Capacini, Blondeel est nommé secrétaire de la légation belge à Rome fin 1835. Le roi Léopold Ier le nomme consul d'Alexandrie en 1837 pour négocier discrètement le transfert de la Crète. Sans succès, Blondeel est cependant promu consul général l'année suivante. Il tente de créer un poste de traite belge en Égypte puis en Abyssinie. De septembre 1840 à octobre 1842, sur les ordres du roi, il entreprend une expédition coloniale sur le Nil bleu, visitant des endroits peu connus en Europe tels que Le Choa, Tigray, Gojam et Gondar.  
De plus, une école missionnaire catholique est autorisée à s'établir dans le sud de Gojjam et les Belges acquièrent des droits dans la baie érythréenne d'Anfilla. Alors qu'il était déjà présumé mort en Belgique, Blondeel revient en possession des accords conclus et d'un rapport qui fournissait également des informations sociales et culturelles sur les zones traversées. Cependant, en raison de l'échec de Santo Tomás de Castilla, le gouvernement Nothomb n'avait aucun intérêt pour tenter de nouvelles aventures coloniales. 
Son voyage suivant amène Blondeel au Mexique. En 1845, il devient consul général et chargé d'affaires, avec pour tâche principale de rendre compte de la Compagnie Belge de Colonisation à Santo Tomás, une entreprise qui avait acheté un terrain pour accueillir un millier de colons belges dans un phalanstère. Les ordres secrets du roi Léopold Ier] devaient transformer cet établissement en un État neutre autonome, qui deviendrait alors une colonie belge. Blondeel rédige de nouveau un rapport refusé par le gouvernement. Fin 1847, Blondeel revient en Belgique avec de la fièvre. 
À l'été 1848, il mène une mission de renseignement à Francfort agitée par des mouvements révolutionnaires, avant de devenir chargé d'affaires à la Sublime Porte d'Istanbul en octobre. La Grèce relève également de son mandat à partir de 1850. En vain, il négocie la restauration grâce à un financement belge des cénotaphes de Godefroy de Bouillon et Baudouin Ier de Jérusalem, détruits en 1808, dans l'église du Saint-Sépulcre à Jérusalem. Cette négociation le place en contact avec le prince héritier Léopold en 1855. À deux reprises, il est discrédité et menacé d'être rappelé, mais Léopold Ier le protège et les heurts avec les Ottomans ont été aplanis. 
En décembre 1857, Blondeel devint diplomate, puis ministre plénipotentiaire à Washington DC. Il effectue plusieurs voyages à travers le sud des États-Unis à la recherche d'opportunités commerciales. En 1863, il rencontre également le prince héritier Léopold à propos de projets coloniaux. Après la formation du Second Empire mexicain, il félicite les nouveaux monarques Maximilien et Charlotte. Charlotte est la fille de Léopold Ier. Blondeel est devenu ministre plénipotentiaire au Mexique en janvier 1865 et a accompagné l'impératrice lors d'un voyage au Yucatán. Il a décliné l'invitation à diriger le département des Affaires étrangères. En mai, il apprend que sa femme, revenue malade en Belgique, est morte. Au printemps 1866, il quitte le Mexique, où le régime s'effondre militairement. Il était toujours absent lorsque Maximilian fut exécuté en juin 1867, ce qui lui fut reproché en Belgique. Sa nouvelle nomination comme ministre plénipotentiaire à Madrid a été brièvement compromise, mais en avril 1868, elle a quand même été effective et il demeure à son poste jusqu'à sa mort. 
Blondeel s'est remarié avec l'Américaine Ellen Willing à Londres le 7 octobre 1871. Il est mort d'une crise cardiaque l'année suivante à Madrid. 

## Œuvres
- Rapport et mémoires sur la colonisation de l'Abyssinie, soutenues au gouvernement belge, 1839-1842, (1844).
- Colonie de Santo-Tomas Dépositaire d'enquête sur le bureau de la Chambre des Représentants, le 10 juin 1846.
- L'Abyssinie. Le pays et le peuple, dans : L'Echo du Parlement, 10 février 1868.

### Ouvrages
- Albert Duchesne, À la recherche d'une colonie belge : Le consul Blondeel en Abyssinie (1840-1842), Bruxelles, Institut Royal colonial belge, 1953, 240 p..
- Albert Duchesne, Édouard Blondeel van Cuelebroeck, vol. XXXI, Bruxelles, Biographie nationale, 1962, p. 93-96.
- (en) Vincent Viaene, Belgium and the Holy See from Gregory XVI to Pius IX (1831-1859) : Catholic Revival, Society and Politics in 19th Century Europe, Bruxelles, 2001, 647 p..
- (en) Jan Anckaer, Biographical Dictionary of Overseas Belgians : Blondeel van Cuelebroeck (Edouard), Bruxelles, 2012, 647 p. (lire en ligne).

### Articles
- O. Petitjean, « Le premier projet de colonisation belge : Le voyage d'exploration du consul Edouard Blondeel en Abyssinie », Revue Générale, vol. CXI,‎ 1924, p. 691-710.
- (en) Cornelius J. Jeanen, « Blondeel : The Belgian attempt to colonize Ethiopia », African Affairs, vol. 55, no 218,‎ 1956, p. 214-218.
- Auguste Roeykens, « Les préoccupations missionnaires du consul belge Ed. Blondeel van Cuelenbroeck en Abyssinie (1840-1843) », Bulletin des séances de l'Académie Royale des Sciences d'Outremer, vol. 55, no 5,‎ 1959, p. 1135-1154.
- Gheorghe Platon, « Le diplomate belge Edouard Blondeel van Cuelebroeck dans les Principautés roumaines (1856-1857) », Revue roumaine d'Histoire, no 1,‎ 1977, p. 43-46.